# اوبود
اوبود شهری در جزیره بالی اندونزی است که در میان مزارع برنج و دره‌های شیب دار جیانیار واقع شده‌است؛ و به عنوان یک مرکز فرهنگی و هنری در منطقه شناخته شده‌است. این منطقه جمعیتی در حدود ۷۴۳۰۰ نفر دارد و سالانه بیش از ۳ میلیون گردشگر خارجی را به خود می‌بیند.
مناطق اطراف شهر بیش از همه چیز شامل مزارع کوچک، شالیزارهای برنج، جنگل‌ها و اقامتگاه‌های توریستی است.

## تاریخچه اوبود
افسانه ای مربوط به قرن هشتم میلادی بازگو می‌کند که این مکان یک مکان مقدس برای هندوها است که کشیشی به نام Rsi Markendya در مکانی بین دو رودخانه به مراقبه پرداخت و همچنان این منطقه یکی از محل‌های مقدس و زائر پذیر به‌شمار می‌آید.
اوبود در ابتدا به عنوان یک منبع برای گیاهان دریایی به‌شمار می‌رفت و نام این منطقه نیز به زبان اندونزیایی برگرفته از ubad به معنی پزشکی می‌باشد!
در اواخر قرن نوزدهم میلادی این منطقه با توجه به پیمانی بین پادشاه جیانیار و فئودال‌ها محل اقامتی برای اربابان فئودال شد.

## توریسم در اوبود
توریسم در اوبود معمولاً بر محور غذاهای سالم، یوگا و سبک زندگی آگاهانه متمرکز است. در سراسر این منطقه می‌توان مراکز متعدد یوگا را مشاهده کرد. از جمله مراکز شناخته‌شده در اوبود می‌توان به یوگا بارن و فایرفلای ریتریت (Firefly Retreat) اشاره کرد که با تمرکز بر یوگا، طب سنتی بالیایی، و تجربه‌های فرهنگی، مقصدی محبوب برای مسافران به‌ویژه گردشگران تنها به‌شمار می‌رود.
بیشتر رستوران‌های اوبود نیز بر ارائه غذاهای سالم، ارگانیک و مبتنی بر رژیم‌های غذایی خاص تمرکز دارند. در این شهر می‌توان انواع غذاهای گیاهی، بدون گلوتن و غذاهای دارویی را یافت. از جمله رستوران‌های گیاهی مطرح در اوبود می‌توان به وایلد ویگن (Wild Vegan) اشاره کرد که به عنوان نخستین رستوران دارویی در جهان شناخته می‌شود و غذاهایی بر پایه گیاهان دارویی و خواص درمانی آن‌ها ارائه می‌دهد.